# 橋爪絢子
橋爪 絢子（はしづめ あやこ）は、日本の工学者。
専門は感性工学。博士（感性科学）（筑波大学）。法政大学社会学部メディア社会学科准教授。インタビューベースのユーザ調査におけるコンピタンスの重要性を強調している。HCI InternationalのHCI Thematic Area大会長。

## 略歴・人物
法政大学文学部卒業後、早稲田大学大学院人間科学研究科修士課程を修了し、2011年に筑波大学大学院人間総合科学研究科博士後期課程を修了、感性科学博士を取得。
首都大学東京（現東京都立大学）システムデザイン学部助教授へ就任してから、法政大学社会学部メディア社会学科准教授となる。
日本人間工学会の「2022年標準化貢献賞」、日本感性工学会における「2020年出版賞」など複数の受賞歴がある。

## 著作等

### 単著・共著
- 『感性工学ハンドブック: 感性をきわめる七つ道具』（朝倉書店、2013年）
- 『高齢者・アクティブシニアの本音・ニーズの発掘と製品開発の進め方』（技術情報協会、2016年）
- 『誤使用・誤操作を防ぐ製品設計・デザインと安全性評価』（技術情報協会、2016年）
- 『Cuteness Engineering: Designing Adorable Products and Services』（Springer、2017年）
- 『JIS Z 8521：2020 人間工学−人とシステムとのインタラクション−ユーザビリティの定義及び概念』（日本規格協会、2020年）
- 『JIS Z 8530：2021 人間工学−人とシステムとのインタラクション−インタラクティブシステムの人間中心設計』（JIS Z 8530：2021、人間工学−人とシステムとのインタラクション−インタラクティブシステムの人間中心設計）
- 『人間中心設計におけるユーザー調査 (HCDライブラリー第5巻)』（近代科学社、2021年）
- 『ヒトの感性に寄り添った製品開発とその計測、評価技術』（技術情報協会、2021年）
- 『現場の声から考える人間中心設計』（共立出版、2022年）
- 『“使いやすさ”の定量評価と製品設計への落とし込み方』（技術情報協会、2023年）

### 論文
- 『Describing Experiences in Different Modes of Behavior』（International Journal of Affective Engineering 12(2) 291-298、2013年）
- 『Role of Kansei Experience for the Active Use of ICT among the Elderly』（International Journal of Affective Engineering 12(2) 111-117、2013年）
- 『Active Use of ICTs among the Elderly by Positive User Experience, International』（Journal of Computer Science and Information Security 11(3) 40-44、2013年）
- 『ICTの利活用は被災地におけるコミュニティの復興に寄与できるか』（Nextcom 17 28-37、2014年）など

## 専門分野
- 感性工学
- ヒューマン・コンピュータ・インタラクション

## 受賞歴
- キッズデザイン協議会 「キッズデザイン・プロスペクティブ･コンペティション2008」奨励賞受賞 （2008年）
- 国際ユニヴァーサルデザイン協議会 「48時間デザインマラソン,IAUDユニヴァーサルデザイン大会 in 東海」ベストデザイン賞受賞（2009年）
- 公益財団法人船井情報科学振興財団「船井研究奨励賞」（2013年）
- 人間中心設計推進機構「優秀講演賞」（2014年）
- 博慈会老人病研究所「オリジナル論文賞」（2015年）
- バイオメディカル・ファジィ・システム学会「最優秀論文賞」（2016年）
- 都市研究奨励賞「優秀賞」（2019年）
- 日本感性工学会「2020年出版賞」（2020年）
- 日本感性工学会「2021年著作賞」（2021年）
- 日本人間工学会「2022年標準化貢献賞」（2022年）
- 日本感性工学会「2022年著作奨励賞」（2022年）